# 라르스 시몬센
라르스 시몬센(Lars Simonsen, 1963년 9월 19일 ~ )은 덴마크의 배우이다.